# Sótero del Río Gundián

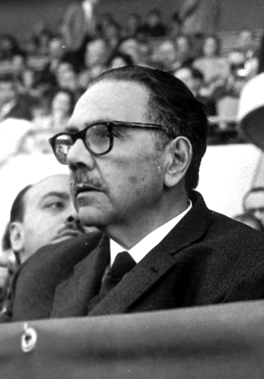
Sótero del Río Gundián, 1962

Sótero del Río Gundián (* 29. März 1900 in Cauquenes; † 10. Mai 1969 in den Vereinigten Staaten) war ein chilenischer Chirurg und Politiker.

## Leben
Río Gundián schloss 1922 an der Universidad de Chile sein Studium der Medizin ab und arbeitete zunächst am Hospital del Salvador in Santiago. Nach Studienaufenthalten in Europa war er im Hospital San José der Hauptstadt als Facharzt für Tuberkuloseforschung tätig. An der Universidad de Chile lehrte er Sozialmedizin, zudem war er Präsident der Sociedad de Asistencia Social, Vorsitzender der Sociedad Médica de Chile sowie Präsident der Sociedad de Tisiología de Chile.
In den Regierungen der Präsidenten Juan Esteban Montero, Juan Antonio Ríos, Gabriel González Videla und Jorge Alessandri leitete er als Minister verschiedene Ressorts: Sozialwesen (1931–1932), Gesundheit und Vorsorge (1943–1946, 1952), Gesundheit (1959–1961), Inneres (1959–1964).

## Ehrungen
- 1958: Großes Verdienstkreuz mit Stern und Schulterband der Bundesrepublik Deutschland

## Weblink
- Kurzporträt mit Bild

| Personendaten    | Personendaten                      |
| ---------------- | ---------------------------------- |
| NAME             | Río Gundián, Sótero del            |
| KURZBESCHREIBUNG | chilenischer Chirurg und Politiker |
| GEBURTSDATUM     | 29. März 1900                      |
| GEBURTSORT       | Cauquenes                          |
| STERBEDATUM      | 10. Mai 1969                       |
| STERBEORT        | Vereinigte Staaten                 |